# Tim Spier
Tim Spier (* 28. August 1975 in Hannover; † 15. November 2017 in Düsseldorf) war ein deutscher Politikwissenschaftler an der Universität Siegen.

## Leben
Spier studierte von 1996 bis 2002 Rechtswissenschaften (Erstes Juristisches Staatsexamen), parallel dazu von 1997 bis 2003 Politikwissenschaft und Öffentliches Recht (Magister) an der Georg-August-Universität Göttingen. 2006 wurde er mit der durch die DFG geförderte Dissertation Die Wählerschaft rechtspopulistischer Parteien in Westeuropa. Eine Untersuchung der so genannten Modernisierungsverlierer-These bei Peter Lösche und Franz Walter zum Dr. disc. pol. promoviert. Danach war er wissenschaftlicher Mitarbeiter am Institut für Deutsches und Internationales Parteienrecht und Parteienforschung in Düsseldorf und Akademischer Rat am Lehrstuhl von Ulrich von Alemann an der Heinrich-Heine-Universität Düsseldorf. Von 2011 bis 2012 vertrat er die Professur Politisches System der Bundesrepublik Deutschland und Public Administration an der Universität Siegen. 2012 übernahm er dort eine Juniorprofessur für Politikwissenschaft mit dem Schwerpunkt Politisches System der Bundesrepublik Deutschland. Er starb im November 2017 nach kurzer schwerer Krankheit.

## Tim-Spier-Studienpreis der Sozialwissenschaften
Das Seminar für Sozialwissenschaften der Philosophischen Fakultät an der Universität Siegen vergibt seit 2007 jährlich den Studienpreis der Sozialwissenschaften für herausragende Bachelor-, Master- und Staatsarbeiten. Im Jahr 2018 wurde der Studienpreis in Gedenken an den 2017 verstorbenen Politikwissenschaftler in den Tim-Spier-Studienpreis umbenannt.

## Schriften (Auswahl)
- hrsg. mit Felix Butzlaff, Matthias Micus und Franz Walter: Die Linkspartei. Zeitgemäße Idee oder Bündnis ohne Zukunft? VS Verlag für Sozialwissenschaften, Wiesbaden 2007, ISBN 978-3-531-14941-7.
- Modernisierungsverlierer? Die Wählerschaft rechtspopulistischer Parteien in Westeuropa. VS Verlag für Sozialwissenschaften, Wiesbaden 2010, ISBN 978-3-531-17699-4.
- hrsg. mit David Gehne: Krise oder Wandel der Parteiendemokratie? Festschrift für Ulrich von Alemann. VS Verlag für Sozialwissenschaften, Wiesbaden 2010, ISBN 978-3-531-92497-7.
- hrsg. mit Markus Klein, Ulrich von Alemann, Hanna Hoffmann, Annika Laux, Alexandra Nonnenmacher und Katharina Rohrbach: Parteimitglieder in Deutschland. VS Springer, Wiesbaden 2011, ISBN 978-3-531-14042-1.
- hrsg. mit Ulrich von Alemann und Martin Morlok: Parteien ohne Mitglieder. Nomos, Baden-Baden 2013, ISBN 978-3-8487-0812-3.